# Suk Bahadur
Suk Bahadur (ur. w stanie Szan) – birmański piłkarz, grający na pozycji napastnika.

## Kariera piłkarska

### Kariera klubowa
W 1952 po zorganizowaniu pierwszych mistrzostw Birmy występował w klubach Shan State FC i Army FC.

### Kariera reprezentacyjna
W 1952 debiutował w narodowej reprezentacji Birmy, w której do 1970 pełnił funkcje kapitana drużyny.

## Nagrody i odznaczenia

### Sukcesy reprezentacyjne
- mistrz Igrzysk Azji Południowo-Wschodniej: 1966, 1970 (również Korea Południowa)
- mistrz SEA: 1965 (również Tajlandia), 1967, 1969
- zdobywca Merdeka Cup: 1964, 1967 (również Korea Południowa)

### Sukcesy indywidualne
- piłkarz wszech czasów Mjanmy